# Yōko Akino
Yōko Akino (jap. 秋野暢子 Akino Yōko; właściwie: Yōko Tashiro 田代暢子 Tashiro Yōko, ur. 18 stycznia 1957 w Osace) - japońska aktorka.

## Filmografia
- Kazoku no hiketsu (2006) jako Kyoko Shimamura
- Ikka (2003)
- Cicho sza (Hush!) (2001) jako Yoko Kurita
- 15-Sai: Gakko IV (2000) jako Matka
- Peesuke: Gatapishi monogatari (1990)
- Katayoku dakeno tenshi (1986)
- Stewardess monogatari (1983) jako Satoko Hiyama
- Zabić szoguna! (1979)
- Inubue (1978)